# Музей экономики (Париж)
Музей Экономики (фр. Cité de l'Économie или Citéco) — расположенный в Париже музей, посвящённый экономике. Инаугурация музея состоялась 15 мая 2019 года, для публики он открылся 14 июня того же года.
Музей стремится объяснить посетителям концепты и механизмы современной экономики. Он финансируется Банком Франции. Музей расположен в особняке Gaillard — историческом памятнике эпохи неоренессанса, расположенном в 17-м округе Парижа. Перед открытием музея особняк подвергся восьмилетней перестройке.

## Проект музея

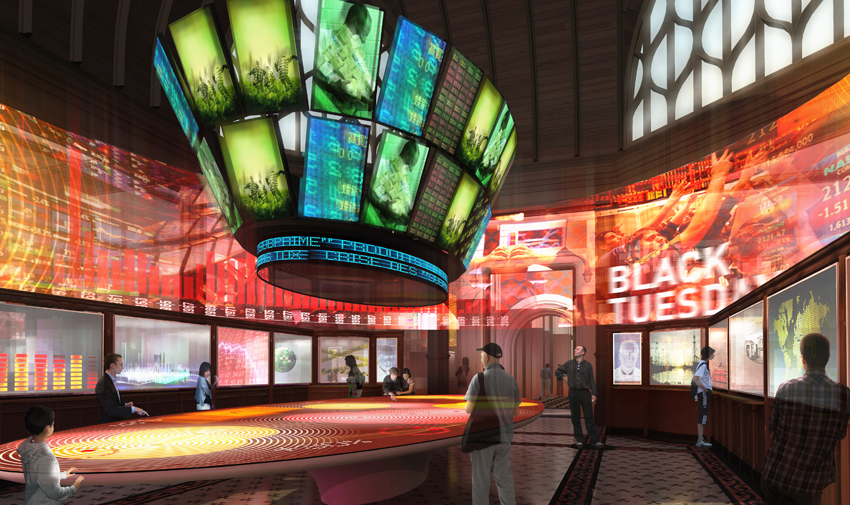
Большой зал будущего Cité de l’Economie, архитектурно-музеографический конкурс, 2011 год

25 мая 2011 года во время своей пресс-конференции управляющий Банком Кристиан Нуайе объявил о будущем Музее Экономики. Открытие музея было запланировано на конец июня 2019 года.
Музей предназначался, в частности, для школьных учителей, которые смогут приводить учеников для иллюстрации проходимых на уроках понятий. Около трети ожидаемых 130 000 посетителей в год должны были быть школьного возраста.

## Здание музея

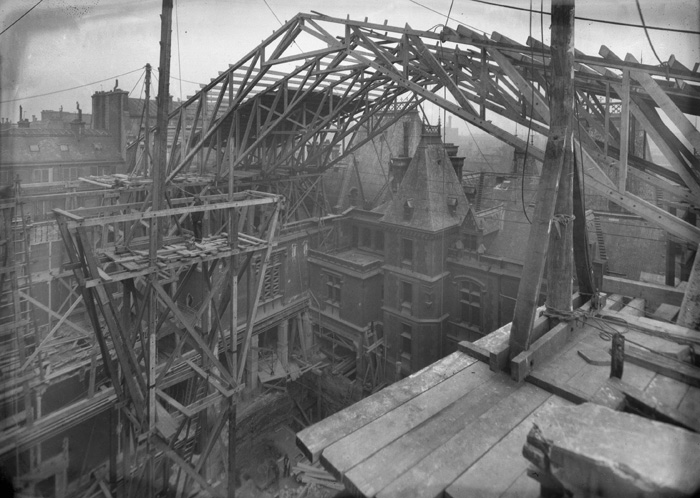
Строительство Большого зала, архитектор Альфонс Дефрас, 1921 год

Музей Экономики расположен в особняке Gaillard, находящемся по адресу 1, place du Général Catroux, в Париже.
Этот частный особняк в стиле неоренессанс был построен в 1882 году архитектором Жюлем Феврие по заказу Эмиля Гайяра, гренобльского банкира и коллекционера средневекового и ренессансного искусства. В 1919 году особняк был продан Банку Франции.
В 1919—1921 годах архитектором Альфонсом Дефрасом была проведена перестройка особняка, в частности был построен Большой зал с металлической крышей, в котором находились кассы и принимающие посетителей службы, а также комната сейфов, окружённая рвом два метров глубиной, к которой ведёт разводной мост.
Здание особняка в 1999 году было внесено в реестр исторических памятников Франции. С 2006 года особняк не использовался в качестве отделения Banque de France.

## Архитектурный конкурс

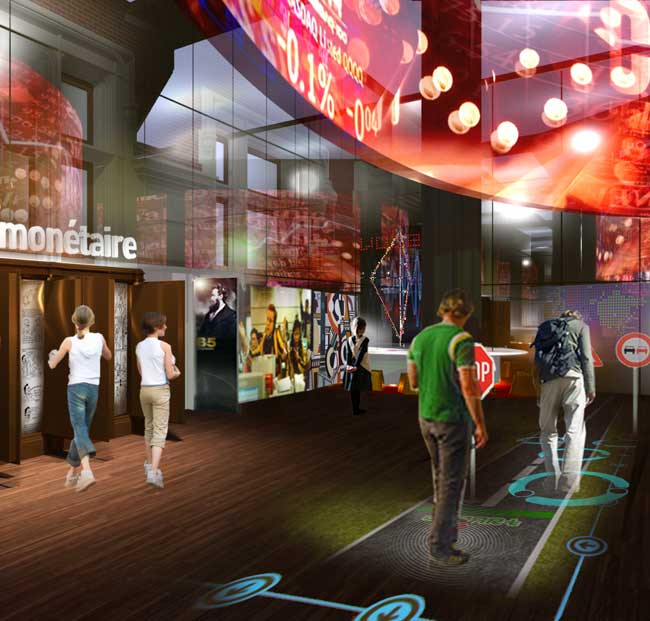
Зал Совета будущего музея, архитектурно-музеографический конкурс, 2011 год

Проект музея был предметом архитектурного конкурса. Более 100 команд архитекторов и музеографов приняли участие в этом конкурсе.
Команда победителей была выбрана Банком Франции из шести проектов-финалистов, отобранных жюри конкурса. Команда-победитель:
- Ateliers Lion — архитектура
- François Confino — музеография (с 2017 года — Agence Explosition[6])
- Эрик Палло — главный архитектор исторических памятников[7].